# 伊藤彩
伊藤彩（日语：／ Itō Aya，1987年3月14日—），是日本和歌山縣出生的當代畫家。

## 概要
伊藤彩以美術研究科繪畫專業碩士畢業於京都市立藝術大學。曾在「Art Camp in Kunst-Bau 2007」（大阪三得利美術館「天保山」）榮獲三得利大獎，隨後在「Art Award Tokyo Marunouchi 2011」一舉斬獲長谷川祐子獎及植村秀大獎。近年分別出展「VOCA 2011新晉平面作家」（上野之森美術館）、「Resonance 與人共鳴的藝術」（大阪三得利美術館「天保山」）、「和歌山和關西的藝術家 真實的真實的真實」（和歌山縣立近代美術館）等展覽。在小山登美夫畫廊進行了五次個展，作品分別被京都銀行、京都市立藝術大學、一橋大學等公共機關收藏。

## 獲獎經歷
- 2007年 Art Camp in Kunst-Bau 2007，三得利大獎
- 2009年 Art Award Tokyo Marunouchi 2009，銀獎[2]
- 2011年 Art Award Tokyo Marunouchi 2011，植村秀大獎、長谷川祐子獎[3]

## 外部鏈接
- 伊藤彩 - 小山藝術計劃 （页面存档备份，存于）（日語）